# Rajesh Khanna

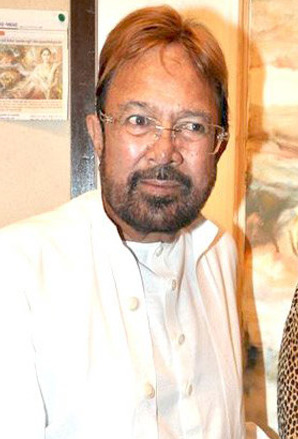
Rajesh Khanna

Rajesh Khanna (Hindi राजेश खन्ना Rājeś Khannā; * 29. Dezember 1942 in Amritsar; † 18. Juli 2012 in Mumbai; bürgerlicher Name: Jatin Khanna) war ein indischer Schauspieler des Hindi-Films.

## Leben
Rajesh Khanna begann seine Filmkarriere 1966 mit Billigproduktionen in Bollywood. Seine Rollen waren der sozialen Realität Indiens der 1960er und 1970er Jahre angepasst und sein Image als junger Held und Frauenschwarm machte ihn zur idealen Besetzung für rebellische Kleinkriminelle aus niederen sozialen Verhältnissen und Menschen in existenzieller Not. Khanna wurde zeitweise der beliebteste Darsteller. Mit den Filmen Andaz, Anand und Amar Prem (alle 1971) verdrängte er den vormaligen Superstar und Kassenmagnet Shammi Kapoor endgültig. Nach 1974 wurde er dann selbst in dieser Position abgelöst von Amitabh Bachchan.
Khanna trat häufig als Partner von Sharmila Tagore in Erscheinung und war einer der großen Stars des Hindi-Films der späten 60er und frühen 70er Jahre. Er spielte in etwa 160 Filmen. Im Jahr 2005 wurde er mit dem Filmfare Award in der Kategorie Lebenswerk ausgezeichnet. Er war außerdem dreifacher Preisträger in der Kategorie Bester Hauptdarsteller.
Seit den 1990er Jahren war Rajesh Khanna allerdings kaum noch in Filmen zu sehen, denn er engagierte sich parteipolitisch bei der Congress Party und war für eine Legislaturperiode Mitglied des Indischen Parlaments.
Khanna war mit der Schauspielerin Dimple Kapadia verheiratet; seine Töchter Rinke und Twinkle Khanna sind ebenfalls in Bollywood beschäftigt. Sein Schwiegersohn ist der Schauspieler Akshay Kumar.

## Filmografie
| - 1966: Aakhri Khat - 1967: Aurat - 1967: Baharon Ke Sapne - 1967: Raaz - 1968: Shrimanji - 1969: Do Raaste - 1969: Ittefaq - 1969: Aradhana - 1969: Bandhan - 1969: Doli - 1969: Khamoshi - 1970: Aan Milo Sajna - 1970: Sachaa Jhutha - 1970: The Train - 1970: Kati Patang - 1970: Safar - 1971: Amar Prem - 1971: Chhoti Bahu - 1971: Haathi Mere Saathi - 1971: Anand - 1971: Andaz - 1971: Badnam Farishte - 1971: Dushmun - 1971: Guddi - 1971: Maryada - 1971: Mehboob Ki Mehndi - 1972: Joroo Ka Ghulam - 1972: Anuraag - 1972: Apna Desh - 1972: Bawarchi - 1972: Dil Daulat Duniya - 1972: Maalik - 1972: Mere Jeevan Saathi - 1972: Shehzada - 1973: Namak Haraam - 1973: Bombay Superstar - 1973: Raja Rani - 1973: Daag: A Poem of Love - 1974: Roti - 1974: Avishkaar - 1974: Ajanabee - 1974: Prem Nagar - 1974: Aap Ki Kasam - 1974: Badhti Ka Naam Dadhi - 1974: Humshakal - 1975: Aakraman - 1975: Prem Kahani - 1976: Mehbooba - 1976: Bundal Baaz - 1976: Ginny Aur Johny - 1976: Maha Chor - 1976: Sawa Lakh Se Ek Ladaun - 1977: Aashiq Hoon Baharon Ka | - 1977: Palkon Ki Chhaon Mein - 1977: Hatyara - 1977: Chhailla Babu - 1977: Aaina - 1977: Tyaag - 1977: Anurodh - 1977: Chalta Purza - 1977: Karm - 1977: Tinku - 1978: Naukri - 1978: Bhola Bhala - 1978: Chakravyuha - 1979: Cinema Cinema - 1979: Shaitan Mujrim - 1979: Naya Bakra - 1979: Prem Bandhan - 1979: Amar Deep - 1979: Bebus - 1979: Janta Hawaldar - 1979: Majnoon - 1979: Muqabla - 1979: Til Til Dalekha - 1974: 5 Rifles - 1980: Aanchal - 1980: Phir Wohi Raat - 1980: Red Rose - 1980: Thodisi Bewafaii - 1980: Bandish - 1981: Fiffty Fiffty - 1981: Dard - 1981: Dhanwan - 1981: Sundara Satarkar - 1981: Khoon Aur Paani - 1981: Kudrat - 1981: Dushman Dost - 1981: Bharosa - 1982: Ayaash - 1982: Dharam Kanta - 1982: Dil-e-Nadaan - 1982: Ashanti - 1982: Rajput - 1982: Suraag - 1983: Agar Tum Na Hote - 1983: Disco Dancer - 1983: Souten - 1983: Film Hi Film - 1983: Avtaar - 1983: Nishaan - 1983: Jaanwar - 1984: Awaaz - 1984: Naya Kadam - 1984: Dharm Aur Qanoon - 1984: Asha Jyoti | - 1984: Maqsad - 1984: Aaj Ka M.L.A. Ram Avtar - 1984: Paapi Pet Ka Sawaal Hai - 1985: Awara Baap - 1985: Insaaf Main Karoonga - 1985: Oonche Log - 1985: Babu - 1985: Alag Alag - 1985: Aakhir Kyon? - 1985: Durgaa - 1985: Bewafai - 1985: Masterji - 1985: Bayen Hath Ka Khel - 1985: Aar Paar - 1985: Hum Dono - 1985: Zamana - 1986: Anokha Rishta - 1986: Nasihat - 1986: Amrit - 1986: Adhikar - 1986: Angaaray - 1986: Mohabbat Ki Kasam - 1986: Om - 1986: Shatru - 1986: Waapsi - 1987: Goraa - 1987: Avam - 1987: Nazrana - 1987: Sitapur Ki Geeta - 1988: Vijay - 1988: Woh Phir Aayegi - 1989: Paap Ka Ant - 1989: Ghar Ka Chiraag - 1989: Main Tera Dushman - 1989: Mamata Ki Chhaon Mein - 1989: Police Ke Peechhe Police - 1990: Swarg - 1990: Dushman - 1990: Jai Shiv Shankar - 1991: Rupaye Dus Karod - 1991: Begunaah - 1991: Ghar Parivaar - 1994: Khudai - 1995: Kis Kaam Ke Yeh Rishte - 1996: Sautela Bhai - 1999: Aa Ab Laut Chalen - 2001: Pyaar Zindagi Hai - 2002: Kyaa Dil Ne Kahaa - 2006: Jaana... Let’s Fall in Love - 2007: Om Shanti Om - 2008: Wafaa - 2009: Kaash Mere Hote - 2010: Do Dilon Ke Khel Mein |